# Acanthascus cactus
Acanthascus cactus är en svampdjursart som beskrevs av Schulze 1886. Acanthascus cactus ingår i släktet Acanthascus och familjen Rossellidae. Inga underarter finns listade i Catalogue of Life.